# Molophilus furcophallus
Molophilus furcophallus är en tvåvingeart som beskrevs av Hynes 1988. Molophilus furcophallus ingår i släktet Molophilus och familjen småharkrankar. Inga underarter finns listade i Catalogue of Life.